# Faculdade de Direito do Piauí

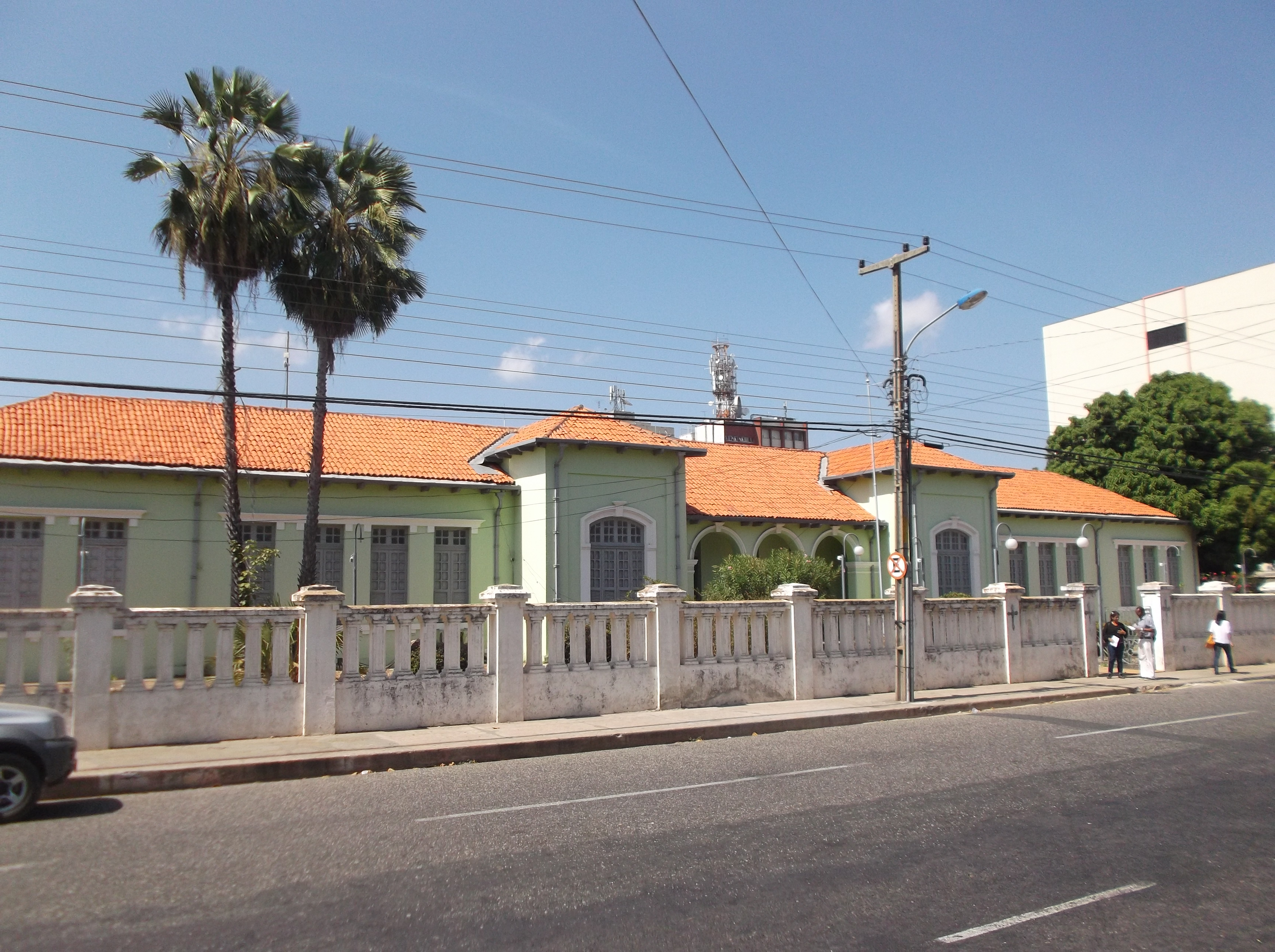
O edifício histórico onde funcionou a faculdade hoje é a Biblioteca Estadual do Piauí.

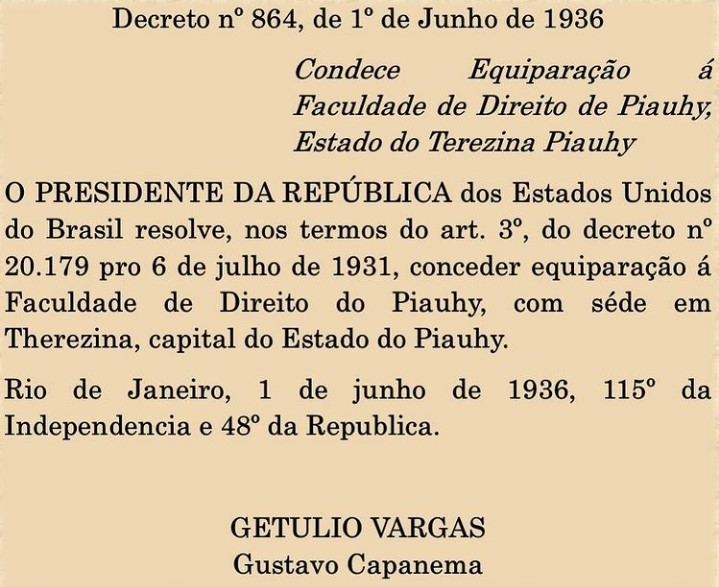
Documento de 1936 (Acervo: Coleção das Leis do Brasil).

A Faculdade de Direito do Piauí, instituição de ensino superior, foi fundada em 1931, em Teresina.

## História
Seus fundadores, na maioria egressos da Faculdade de Direito do Recife, ligavam-se à corrente positivista, destacando-se entre eles Simplício de Sousa Mendes. A exceção era Higino Cunha, que defendia as idéias de Marx. Mais tarde a Faculdade foi federalizada, passando a chamar-se Faculdade Federal de Direito do Piauí. Mais recentemente (1973) foi integrada à Universidade Federal do Piauí , constituindo o Departamento de Ciências Jurídicas.